# أبوة مفرطة

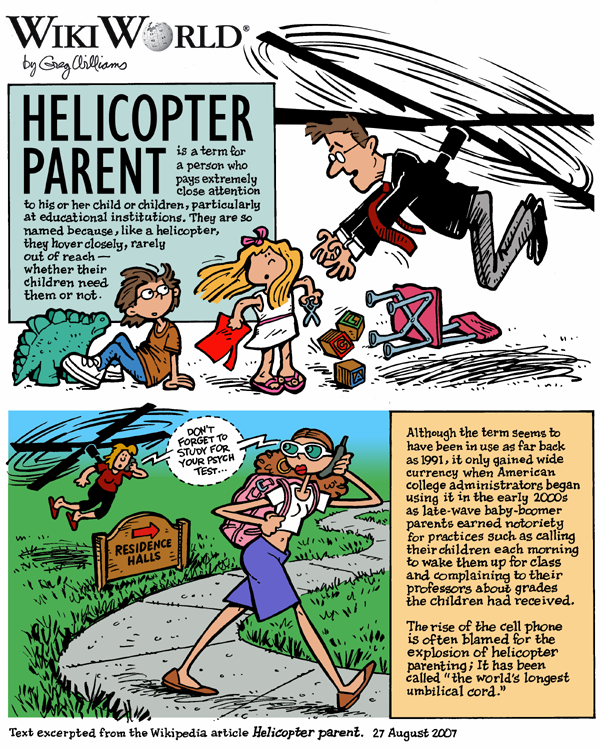

أبوة مفرطة (ويطلق عليهم أيضًا الآباء المدللون أو فقط المدلل) هم الآباء الذين يولون اهتمامًا شديدًا لتجارب ومشكلات أطفالهم خاصة عند اختيار المدارس. يُطلق عليهم أيضًا اسم الآباء الهليكوبتر (بالإنجليزية: Helicopter parent)‏ وقد صيغ المصطلح في الأصل بواسطة فوستر كلاين وجيم فاي؛ ويُقصد من الاسم أنهم يُشبهون طائرات الهليكوبتر التي تحوم فوق الرؤوس.

## الأصل
يشيع استخدام مصطلح «آباء الهليكوبتر» في وسائل الإعلام بقصد التهكم.
وظهر هذا التشبيه في بداية عام 1969 في الكتاب الذي حقق أكبر مبيعات بعنوان الحال بين الآباء والمراهقين (Between Parent & Teenager) للكاتب دكتور حاييم جينوت، ويذكر الكتاب المراهقين الذين يعانون من: «تحليق الأم الدائم فوقهم كالهليكوبتر...»
واكتسب المصطلح انتشارًا واسعًا عندما بدأ المسئولون بالجامعات الأمريكية استخدام المصطلح في بداية القرن الحادي والعشرين عندما وصل جيل الألفية لسن الجامعة. فقد اكتسب آباؤهم من جيل ما بعد الحرب العالمية الثانية وحتى عام 1964 سمعة سيئة بسبب تلك الممارسات مثل: إيقاظهم لأبنائهم كل صباح حتى يذهبوا لكلياتهم والشكوى لأساتذتهم بسبب درجات أبنائهم. وأفاد مسئولو المخيم الصيفي كذلك بحدوث سلوكيات مشابهة من الآباء.
كثيرًا ما يلقى باللوم على ظهور الهاتف الخلوي لتسببه في انتشار مراقبة الآباء لآبنائهم كالهليكوبتر، ويطلق الأستاذ الدكتور ريتشارد موليندور الأستاذ في — جامعة جورجيا على ذلك «أطول حبل سُري» في العالم، ويشير بعض أولياء الأمور إلى ارتفاع المصروفات، على أنها حماية لاستثمارهم أو يتصرفون كأي مستهلك آخر.

## المؤلفات
كتبت مادلين ليفين عن المراقبة الوالدية كالهليكوبتر. وتسرد جوديث وارنر وصف ليفين للوالدين الذين «يتواجدون بشكل زائد» ماديًا لكن يغيبون نفسيًا، وتعلق  كاتي روفي، على عمل ليفين والتوسع في سجل أعمال يفصل بين الأساطير الخاصة بآباء الهليكوبتر. «[وهذا لا ] يتعلق بالتواجد الزائد عن الحد لكنه يتعلق كذلك بالنوع الخاطئ للتواجد، وفي الواقع لا ينظر له الأطفال على أنه غياب وعدم الاهتمام بما يحدث لهم حقيقةً... كما أشار ليفين إلى أن الخلط بين زيادة الإفراط في المشاركة والاستقرار.» وبالمثل فإنها تذكر القارئ بأن المراقبة الوالدية كالهليكوبتر ليست نتاج «أناس سيئين أو مثيرين للشفقة لديهم قيم مختلة... وهذا ليس بالضرورة علامة على أن الوالدين يتسمان بالسذاجة أو الكآبة أو السيطرة بطريقة بغيضة، ويمكن أن تكون المراقبة نتاج النوايا الطيبة لكنها ضلت الطريق كما تلعب الثقافة دورًا في المخاوف الوالدية الطبيعية.»